# Epicypta seditiosa
Epicypta seditiosa är en tvåvingeart som beskrevs av Loïc Matile 1979. Epicypta seditiosa ingår i släktet Epicypta och familjen svampmyggor. Inga underarter finns listade i Catalogue of Life.